# Castoro II (schip, 1970)
De Castoro II is een kraanponton en pijpenlegger die in 1970 werd gebouwd bij Cantiere navale del Muggiano van Ansaldo in La Spezia voor Saipem. Hierbij kreeg het een kraan van  American Hoist met een capaciteit van 800 shortton. De kraancapaciteit werd later vergroot naar 1000 ton.